# Атлетика на Летњим азијским играма 1951.
Такмичење у атлетици одржано на Азијским играма 1951. у Њу Делхију у Индији од 8. до 11. 11. марта.
На програму су биле 33 дисциплине 24 у мушкој и 9 у женској конкуренцији. Највише успеха су имали спортисти Јапана који су укупно освојили 48 медаље од чега 20 златних испред Индије која је освојила 34 медаље са 10 златних.

## Резултати такмичења

### Мушкарци
| Дисциплина       | Злато                                       | Резултат     | Сребро                                                | Резултат     | Бронза                    | Резултат     |
| 100 м            | Лави Пинто Индија                           | 10,80        | Тошихиро Охаши Јапан                                  | 11,00        | Томио Хосода Јапан        | 11,10        |
| 200 м            | Лави Пинто Индија                           | 22,00        | М. Габријел Јапан                                     | 22,50        | Томио Хосода Јапан        | 22,60        |
| 400 м            | Еитаро Окано Јапан                          | 50,70        | А. С. Бакши Индија                                    | 50,80        | Говинд Синг Индија        | 51,40        |
| 800 м            | Ranjit Singh Индија                         | 1:59,30      | Кулвант Синг Индија                                   | 1:59,70      | Кикуо Морија Јапан        | 2:00,60      |
| 1.500 м          | Ника Синг Индија                            | 4:04,10      | Сусуму Такахаши Јапан                                 | 4:04,40      | Кикуо Морија Јапан        | 4:05,40      |
| 5.000 м          | Али Бангбанбаши Иран                        | 15:54,20     | Притам Синг Индија                                    | 15:57,80     | Соичи Тамој Јапан         | 15:59,00     |
| 10.000 м         | Соичи Тамој Јапан                           | 33:49,30     | Рјосуке Такасуги Јапан                                | 34:32,00     | Гурбачан Синг Индија      | 34:58,80     |
| 110 м препоне    | Нг Лијанг Ђијанг Сингапур                   | 15,20        | Мичитака Кинами Јапан                                 | 15,30        | Лојд Валберг Сингапур     | 15,70        |
| 400 м препоне    | Еитаро Окано Јапан                          | 54,20        | Теја Синг Индија                                      | 56,90        | Нг Лијанг Ђијанг Сингапур | 57,60        |
| 3.000 м препреке | Сусуму Такахаши Јапан                       | 9:30,40      | Али Бангбанбаши Иран                                  | 9:31,80      | Ајит Синг Индија          | 9:37,80      |
| 4 х 100 м        | Јапан                                       | 42,70        | Индија Алфред Шамин Рам Сваруп М. Габријел Лави Пинто | 42,80        | Филипини                  | 43,90        |
| 4 х 400 м        | Индија А. С. Бакши Говинд Синг Балвант Синг | 3:24,20      | Јапан Еитаро Окано                                    | 3:24,40      | Филипини                  | 3:35,80      |
| Маратон          | Чота Синг Индија                            | 2:42:58,60   | Кацуо Нишида Јапан                                    | 2:49:03,00   | Сурат Синг Матур Индија   | 2:53:49,80   |
| Ходање 10.000 м  | Mahabir Prasad Индија                       | 52:31,40     | Такео Сато Јапан                                      | 52:34,80     | Кесар Синг Индија         | 52:54,00     |
| 50 км ходање     | Бактавар Синг Индија                        | 5:44:07,40   | Б. Дас Индија                                         | 5:44:14,60   | Такео Сато Јапан          | 5:54:47,40   |
| Скок увис        | Андрес Франко Филипини                      | 1,93 м       | Јукио Ишикава Јапан                                   | 1,91 м       | Марам Судармојо Индија    | 1,89 м       |
| Скок мотком      | Бункичи Савада Јапан                        | 4,11 м       | М. А. Акбар Цејлон                                    | 3,69 м       | Шухеи Нишида Јапан        | 3,61 м       |
| Скок удаљ        | Масаји Таџима Јапан                         | 7,14 м       | Балдев Синг Индија                                    | 6,99 м       | Такаши Асо Јапан          | 6,98 м       |
| Троскок          | Јошио Имуро Јапан                           | 15,18 м      | Такаши Асо Јапан                                      | 14,25 м      | Хендерсин Индија          | 14,24 м      |
| Бацање кугле     | Мадан Лал Индија                            | 13,78 м      | Сукео Денда Јапан                                     | 13,40 м      | Норими Сато Јапан         | 12,83 м      |
| Бацање диска     | Макан Синг Индија                           | 39,92 м      | Норими Сато Јапан                                     | 39,29 м      | Аурелио Аманте Филипини   | 38,14 м      |
| Бацање кладива   | Фумио Камамото Јапан                        | 46,65 м      | Сомат Чопра Индија                                    | 43,35 м      | Кишен Синг Индија         | 42,32 м      |
| Бацање копља     | Харуо Нагајасу Јапан                        | 63,97 м      | Парса Синг Индија                                     | 50,38 м      | А. Ф. Матулеси Индонезија | 48,99 м      |
| Десетобој        | Фумио Нишиучи Јапан                         | 6.324 бодова | Бункичи Савада Јапан                                  | 5.860 бодова | Куршид Ахмед Индија       | 5.099 бодова |

### Жене
| Дисциплина   | Злато                                | Резултат | Сребро                            | Резултат | Бронза                     | Резултат |
| 100 м        | Кијоко Сугимура Јапан                | 12,60    | Roshan Mistry Индонезија          | 12,80    | Кимоко Окамото Јапан       | 12,90    |
| 200 м        | Кимоко Окамото Јапан                 | 26,00    | Laura Dowdswell Сингапур          | 27,20    | Mary D'Souza Индија        | 28,00    |
| 80 м препоне | Кјоко Јонеда Јапан                   | 12,80    | Laura Dowdswell Сингапур          | 13,20    | Таеко Сато Јапан           | 13,50    |
| 4 х 100 м    | Јапан Кимоко Окамото Кијоко Сугимура | 51,40    | Индија Roshan Mistry Pat Mendonca | 51,90    | Индонезија                 | 54,40    |
| Скок увис    | Кјоко Јонеда Јапан                   | 1,49 м   | Таеко Сато Јапан                  | 1,44 м   | Marie Semoes Индонезија    | 1,37 м   |
| Скок удаљ    | Кијоко Сугимура Јапан                | 5,91 м   | Ајако Јошикава Јапан              | 5,18 м   | Sylvia Gauntlet Индонезија | 4,52 м   |
| Бацање кугле | Тојоко Јошино Јапан                  | 11,90 м  | Фуми Коџима Јапан                 | 10,42 м  | Барбара Вебстер Индија     | 9,02 м   |
| Бацање диска | Тојоко Тошино Јапан                  | 42,10 м  | Фуми Коџима Јапан                 | 35,51 м  | Anni Salamun Индонезија    | 25,43 м  |
| Бацање копља | Тојоко Јошино Јапан                  | 36,25 м  | Мијоко Като Јапан                 | 35,33 м  | Барбара Вебстер Индија     | 26,70 м  |

## Биланс медаља
| Ранг       | Држава     | Злато | Сребро | Бронза | Укупно |
| 1          | Јапан      | 20    | 17     | 11     | 48     |
| 2          | Индија     | 10    | 12     | 12     | 34     |
| 3          | Сингапур   | 1     | 2      | 2      | 5      |
| 4          | Иран       | 1     | 1      | 0      | 2      |
| 5          | Филипини   | 1     | 0      | 3      | 4      |
| 6          | Цејлон     | 0     | 1      | 0      | 1      |
| 7          | Индонезија | 0     | 0      | 5      | 5      |
| Укупно (7) | Укупно (7) | 33    | 33     | 33     | 99     |